# Mats Haldin
Mats Fredrik Haldin, född 17 maj 1975 i Korsholm, är en finländsk tidigare orienterare. Han tävlade för den norska klubben Halden SK. Haldins modersmål är svenska.

## Utmärkelser
- 2002 - Årets orienterare i Finland